# Maoryski
Maoryski (Mohouidae) – monotypowa rodzina ptaków z podrzędu śpiewających (Oscines) w obrębie rzędu wróblowych (Passeriformes).

## Rozmieszczenie geograficzne
Rodzaj obejmuje gatunki występujące endemicznie w Nowej Zelandii.  

## Morfologia
Długość ciała 14–15 cm; masa ciała 15–32 g. 

## Systematyka
Maoryski najbliżej spokrewnione są z kowaliczkami (Neosittidae). Dawniej były umieszczane w różnych rodzinach takich jak sikory (Paridae), tymaliowate (Timaliidae), ziemnodrozdy (Orthonychidae), liszkojady (Campephagidae), pokrzewkowate (Sylviidae), chwostkowate (Maluridae), buszówkowate (Acanthizidae) czy fletówki (Pachycephalidae).
Rodzaj zdefiniował w 1837 roku francuski zoolog René Lesson w publikacji własnego autorstwa poświęconej historii naturalnej ssaków i ptaków w części dotyczącej ptaków. Gatunkiem typowym jest (oznaczenie monotypowe) maorysek żółtogłowy (M. ochrocephala).

### Etymologia
- Mohoua (Mohua): maoryskie nazwy Mohua, Mohuahua i Momohua dla maorysków[10].
- Certhiparus (Certhioparus): zbitka wyrazowa nazw rodzajów: Certhia Linnaeus, 1758 (pełzacz) i Parus Linnaeus, 1758 (sikora)[11]. Gatunek typowy (oryginalne oznaczenie): Parus senilis Du Bus de Gisignies, 1839 (= Fringilla albicilla Lesson, 1830).
- Clitonyx: gr. κλυτος klutos ‘znakomity’, od κλεω kleō ‘świętować’; ονυξ onux, ονυχος onukhos ‘pazur’[12]. Gatunek typowy (późniejsze oznaczenie)[13]: Muscicapa ochrocephala J.F. Gmelin, 1789.
- Finschia: Friedrich Hermann Otto Finsch (1839–1917) niemiecki dyplomata, administrator kolonialny, ornitolog, kolekcjoner[14]. Gatunek typowy (oryginalne oznaczenie): Parus novæseelandiæ J.F. Gmelin, 1789.

### Podział systematyczny
Do rodzaju należą następujące gatunki:
- Mohoua novaeseelandiae (J.F. Gmelin, 1789) – maorysek rdzawogłowy
- Mohoua albicilla (Lesson, 1830) – maorysek białogłowy
- Mohoua ochrocephala (J.F. Gmelin, 1789) – maorysek żółtogłowy